# 11e régiment du génie
Le 11e régiment du génie (ou 11e RG) est un régiment du génie militaire de l'armée française.

## Création et différentes dénominations
Créé le 1er mai 1914 en garnison à Épinal.

## Historique des garnisons, combats et batailles

### Première Guerre mondiale
À la déclaration de guerre, il est dissout, et réduit à un dépôt de guerre. Il forme des compagnies divisionnaires et de corps d'armée, formant le 21e et 27e Bataillon du Génie.
Rattachement de ses unités à la mobilisation :
- Compagnie 21/1 Cie Active – Cie Divisionnaire : Ire Armée / 21e Corps d'Armée / 13e Division d'Infanterie
- Compagnie 21/2 Cie Active – Cie Divisionnaire : Ire Armée / 21e Corps d'Armée / 43e division d'infanterie
- Compagnie de Sapeurs-Mineurs 21/3 Cie Active – Cie Corps d'Armée : Ire Armée / 21e Corps d'Armée
- Compagnie de Sapeurs-Mineurs 21/4 Cie Réserve – Cie Corps d'Armée : Ire Armée / 21e Corps d'Armée
- Compagnie d'équipage de pont 21/16 Cie Réserve - Cie d'équipage de pont : Ire Armée / 21e Corps d'Armée
- Compagnie de parc 21/21 Cie Réserve - Cie de Parc : Ire Armée / 21e Corps d'Armée

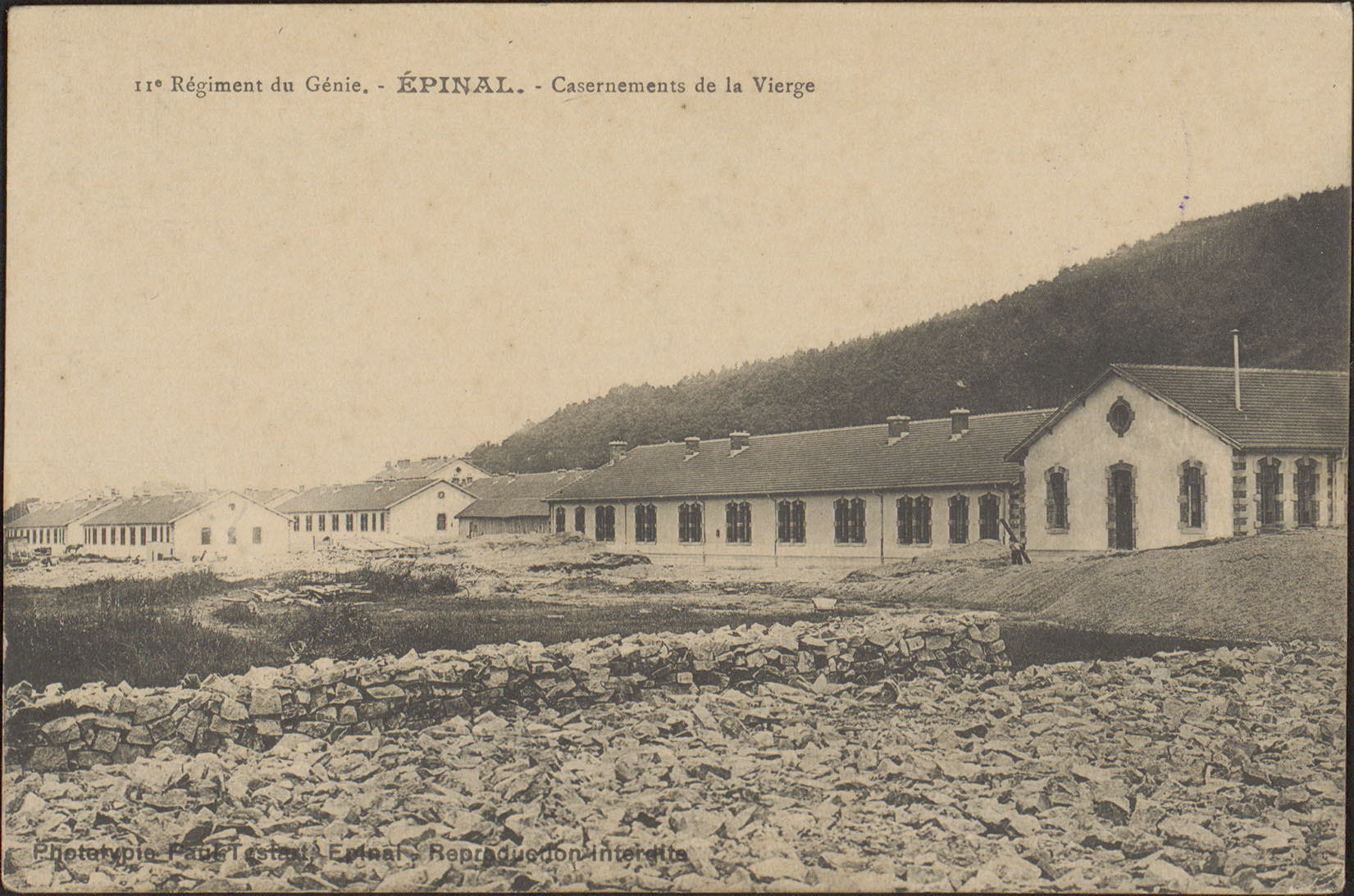
Casernements de la Vierge à Épinal.

Au 21e Bataillon, sont également associées 3 compagnies de troupes territoriales (basées également à Épinal) :
- Compagnie 21/1 T Territoriale (Création le 2 août 1914 en garnison à Épinal)
- Compagnie 21/2 T Territoriale (Création le 2 août 1914 en garnison à Épinal)
- Compagnie 21/52 T Territoriale (Création le 1er novembre 1915)
- 27e bataillon du Génie, bataillon de place-forte, pour la place d'Épinal.

#### 1914
Compagnie 21/1 T Territoriale
- Du 3 au 31 août : travaux de préparation du secteur Ouest d’Épinal.
- 20 septembre : départ pour Baccarat, via Raon-l'Étape. La compagnie est affectée à la 143e brigade d'infanterie.
- 22 septembre : aperçoit l’ennemi pour la première fois : assiste de loin à une escarmouche du 309e régiment d'infanterie avec l'ennemi.
- 23 septembre : fait des travaux d’amélioration de tranchées.
- 10 octobre : la compagnie est remise à disposition de monsieur le gouverneur de la place d'Épinal.
- 11 octobre : la compagnie vient cantonner à Épinal, Caserne Varaigne.

Compagnie 21/2 T Territoriale
- Du 2 août au 10 août : mobilisation et préparation. Passage en revue par l'officier chef de bataillon Keller.
- 11 août : affectation au Noyau Central. Officier : lieutenant colonel Mesnager.
  - 3 chantiers pour les 3 sections :
    - section Lieutenant Coeffier ;
    - section Lieutenant Neu ;
    - section Lieutenant Roybon.
- 28 octobre : affectation au secteur Nord-Est. Officier : colonel Guillemin.

#### 1915
Compagnie 21/1 T Territoriale
- 1er janvier : repos complet.

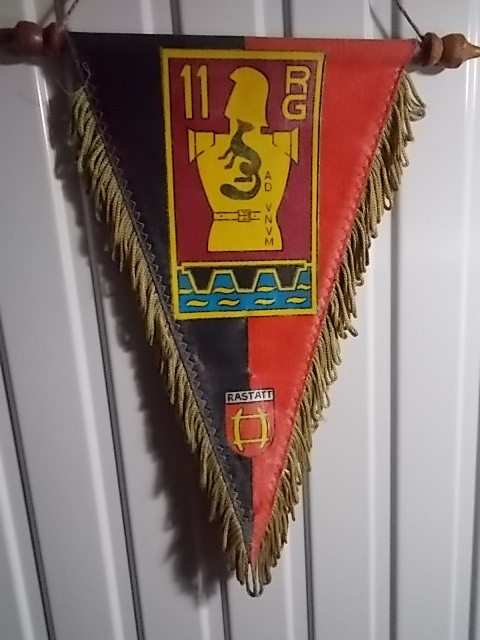
Fanion du 11e Régiment du Génie durant son affectation à Rastatt

- 9 mars : affectation au secteur Est d'Épinal. Officier : général Jacquot / lieutenant colonel Le Rond.
- 16 mars : 177 hommes auxiliaires rejoignent en provenance du 43e régiment d'Infanterie territoriale.
- 19 mars : réception des mousquetons en remplacement des fusils Lebel modèle 1886.
- 26 mars : l'effectif en hommes auxiliaires est porté à 250.
- 1er avril : une section de 50 hommes et un caporal sont prélevés sur la compagnie pour compléter la Compagnie 21/2 T Territoriale qui est partie sur le front. Les deux sections restantes continuent les mêmes travaux.
- 4 avril : jour de Pâques. Repos complet.

Compagnie 21/2 T Territoriale
- 23 janvier : affectation au secteur Nord-Est. Officier : chef de bataillon Zimmermann.
- 9 mars : affectation de 200 travailleurs militaires.
- 15 mars : la compagnie reçoit par téléphone l'ordre prête à rejoindre la 71e Division, et est transformée dans ce but de compagnie de place en compagnie divisionnaire.
- 21 mars : affectation à la 71e Division. Officier : chef de bataillon Sauvanet. Direction Baccarat par le train.
- 27 mars : une équipe constituée d'un sergent et de 26 sapeurs est détachée en Alsace au montage de baraques.
- 29 mars : officier : chef de bataillon Rheims.
- 31 mars : la compagnie reçoit un train de combat ancien modèle. Lui sont affectés 59 caporaux et sapeurs mineurs, et 5 s/c, 5 chevaux de troupe et 4 chevaux pour officiers.
- 3 avril : visite des travaux par l'officier colonel Gingembre, commandant le Génie du DA[Lequel ?].
- 5 avril : retour d'une partie de l'équipe (1 sergent et 6 s/m) détachée en Alsace. Réception du nouveau train de combat modèle 1911.
- 17 avril : visite des travaux par l'officier général Crumer délégué du GQG.
- 7 mai : entre 17 h et 17 h 15, un obus à shrapnels tombe devant la porte du magasin à outils avant que les hommes aient eu le temps de se défiler. Le sapeur Louis Chromat est blessé et évacué (infirmerie du 349e). Le sapeur Colin de la 1re section a les jambes fauchées et décède quelques instants plus tard.
- 8 mai : 8 h 30, enterrement du sapeur Charles Frédéric Colin (mort pour la France classe 1894 de Bethoncourt - Doubs) au cimetière de Pexonne (Meurthe-et-Moselle). La Compagnie reçoit l'ordre d'échanger 4 s/m ouvriers en bois contre 4 s/m terrassiers de la 17/15 T.
- Du 9 au 11 mai : une batterie du 3e d'artillerie sous le commandement du lieutenant Pécoeur est adjointe pour les travaux.
- 16 mai : la 2e section (lieutenant Neu) est mise à la disposition de la compagnie 27/1 pour l'exécution de mines au lieu-dit « Chamois ».
- 27 mai : le caporal Delagrange (évacué) et le s/m Bauderon sont blessés par des éclats d'obus en arrière de Badonviller.
- Du 29 au 31 mai : les travaux sont menés de nuit en 2 équipes : lieutenant Roybon et adjudant Lambrionay.
- 4 juin : le sergent Viry et les s/m Breitfeld, Vion et Étienne sont proposés pour une citation. Le capitaine est cité à l'ordre de la division.
- 5 juin : le sergent Sengeisen est nommé sous-lieutenant et passe à la compagnie 17/15.
- 8 juin : le sapeur Thomas Louis est cité à l'ordre de du Commandement du Génie.
- 10 juin : le capitaine est nommé chef de bataillon, le lieutenant Coeffier est nommé capitaine, et maintenu à la compagnie.
- 16 juin : le capitaine Coeffier prend le service de la compagnie.
- 17 juin : ordre téléphonique de mouvement, rassemblement le 18 à Neufmaisons.
- 18 juin : ordre téléphonique de mouvement par chemin de fer vers Baccarat à 20 h.
- 19 juin : 4 h 45, installation du cantonnement à la caserne Mangin.
- 19 juin : 17 h, installation du cantonnement au quartier Barbaran.
- 23 juin : 7 h 30, revue en tenue de campagne par le chef de bataillon Bloch, commandant le génie à la 129e Division.
- 24 juin : le lieutenant Roybon et le sergent Defranoux sont envoyés à Épinal pour assister à des expérimentations de différents types de grenades.
- 29 juin : le capitaine fait 2 reconnaissances de la position du Wettstein.
- 2 juillet : le sergent Defranoux est blessé à la tête, et ne quitte le chantier que bien plus tard, sur ordre formel de l'officier. Quelques jours plus tard, il est cité à l'ordre du jour de la Division.
- 3 juillet : le général Nollet commandant la 129e division félicite la compagnie.
- 4 juillet : grande satisfaction du colonel Melligny.
- 9 juillet : le caporal Simon est blessé mortellement par un obus, il meurt pendant son transfert à l'ambulance du Wettstein, 4 autres sapeurs sont également blessés dont 3 grièvement.
- 10 juillet : enterrement du caporal Simon au cimetière du Wettstein.
- 22 juillet : sous un bombardement intense, 2 sapeurs sont tués, le s/m Lanoise, agent de liaison, et le s/m Bouconnaud, brancardier.
- 26 juillet : pendant une fouille de casemates de mitrailleuse qui devait être effectuée en plein jour, le caporal Villemin et 5 sapeurs sont tués par un obus tombé au centre du chantier. 6 autres de leurs camarades sont grièvement blessés.
- 28 juillet : au cours du travail, le s/m Thibault tombe mortellement blessé.
- 31 juillet : le s/m Vendeuvre tombe mortellement blessé.
- 1er août : le Sergent Defranoux ainsi que 5 sapeurs sont tués par un obus.
- 5 août : collaboration avec le 120e Chasseurs pour des abris de mitrailleuses au Barrenkopf.
- 11 août : dans la nuit, le capitaine Coeffier, procédant avec le capitaine d'une compagnie d'Infanterie à une tournée d'inspection des boyaux reçoit 5 blessures par suite de l'éclatement de shrapnels. L'agent de liaison Münch qui l'accompagnait est blessé très grièvement à la tête.
- 28 août : à l'arrivée de la compagnie à son cantonnement, le chef de bataillon Bloch fait remettre des croix de guerre et des citations à l'ordre des chasseurs de la Weiss.
- 22 septembre : le général Nollet, commandant la 129e Division, passe en revue à Rehanvillers au cours de laquelle il fait la remise de décorations.
- 28 septembre : arrivée à Châlons-sur-Marne à midi.
- 3 octobre :
  - continuation d'un boyau reliant le PC du 359e aux premières lignes ;
  - ouverture d'un boyau d'évacuation du PC du 359e vers l'arrière ;
  - ouverture d'un boyau d'évacuation de la tranchée de 2e ligne au PC de la 257e brigade.
- 9 octobre : enfouissement de cadavres.
- 10 octobre : pose de réseaux en avant de la première ligne. 1 s/m est tué, plusieurs autres sont blessés plus ou moins grièvement par des éclats d'obus.
- 11 octobre : séance d'écoute dans un abri de mitrailleuse à gauche des positions avancées (rapport des lieutenants Roybon et Dollfus).
- 19 octobre :
  - en faisant le placement des travailleurs pour l'exécution d'un boyau en terrain découvert, le sergent Charles Louis Beuchot (né le 28 novembre 1875 à Aillevillers en Haute-Saône) tombe mortellement blessé par une balle[2] ;
  - dans l'après-midi, obsèques à proximité du cantonnement du sergent Beuchot.
- 10 novembre : arrivée à Champaray à 13 h.
- 16 novembre : à 11 h 30, une revue des troupes est passée par le général Joffre, il fait la remise de décorations aux officiers et soldats de la 129e Division.
- Du 20 décembre au 18 février 1916 : les 2e et 4e sections reçoivent l'ordre de partir comme renfort à la disposition du commandement du génie de la 21e Division. Elles comprennent : 1 lieutenant, 1 adjudant, 1 sergent, 6 caporaux, 8 maîtres ouvriers, 1 infirmier, 68 s/m, 3 s/e, 2 voitures de section et 1 fourgon.

#### 1918
La Cie 24/2 du 7e régiment du génie devient la 51e compagnie du 11e régiment après l'Armistice de 1918 et ensuite devient Bataillon des Pontonniers

### Entre-deux guerres
En juin 1919, toutes les compagnies sont débaptisées et renommés avant scission du régiment entre Épinal et Strasbourg. Le 11e RG n'est reconstitué qu'en septembre 1919.
Après avoir été regroupé à Épinal en 1923, le régiment est dissous le 20 avril 1928.

### Seconde Guerre mondiale

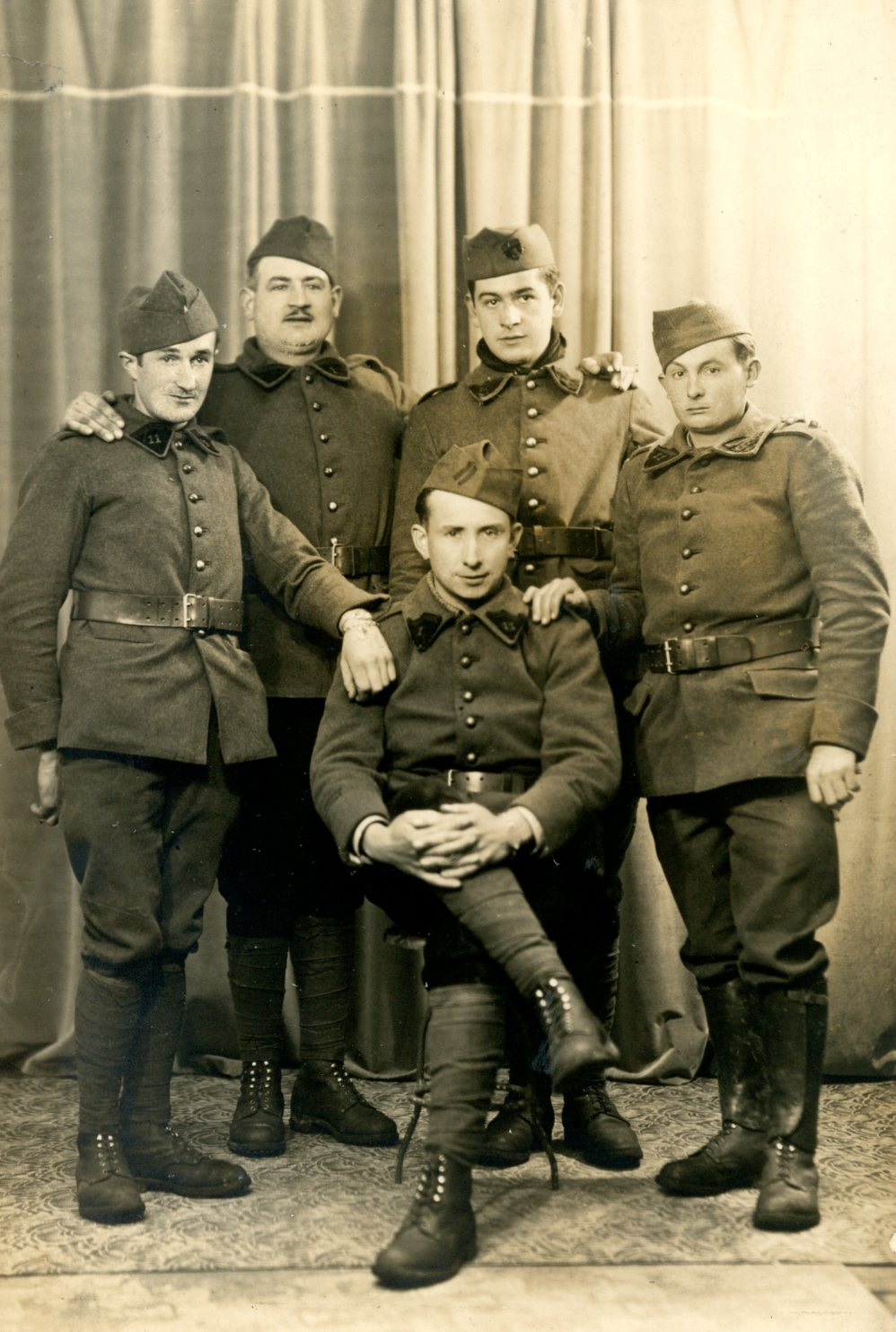
Soldats du 11e génie en 1939.

Dans la nuit du 19 au 20 Mai 1940, les 120 soldats de la compagnie d'équipage de ponts 38/16 de la 2 DLM, prennent part aux combats de St Gratien dans la somme. Bilan 8 morts coté Français et 12 coté Allemand.
Certains de ses éléments ont été faits prisonniers à Épinal le 22 juin 1940, puis transférés sur le stalag XII D de Trèves et libérés par les Américains le 21 mars 1945.

### Depuis 1945
Le régiment est reconstitué à Libourne le 1er mai 1948 sous le nom de 11e bataillon du génie. De là, il entreprend un long périple qui va le mener du Maroc à Tahiti en passant par le Sahara où il œuvre pour le Centre d'expérimentation militaire d'où explosera le 13 février 1960 la première bombe atomique française, Gerboise bleue.

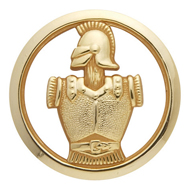
Insigne de béret du génie

Le 11e régiment du génie (Saharien) a été le régiment constructeur de la base du CESM à Reggane. Il a ensuite construit le camp Saint-Laurent, la base du CEMO à In Amguel, dans le Hoggar, où ont eu lieu les 13 explosions nucléaires souterraines françaises.
C'est au cours de l'année 1967 que le 11e régiment du génie, issu du 23e régiment du génie, est recréé à Rastatt au sein de la 3e division.
Lors de la réorganisation de l'armée de terre, en 1984, il devient Régiment du Génie de Corps d'Armée et intègre le 2e Corps d'Armée.
Sa dissolution a lieu en 1991 dans le cadre de la réorganisation des troupes stationnées en Allemagne (forces françaises en Allemagne).

## Chefs de corps
- 1965 - 1967 : Colonel Marcel GUERIN (Transformation du régiment), a terminé sa carrière comme général de division *** commandant du Génie de Paris-IDF -1ére Région Militaire .

1978 COLONEL CALVEZ
1979 COLONEL Lebars
- 1986 - 1988 : Colonel Yvon BROCHER,
- 1988 - 1990 : Colonel Jean-Claude ROBBE (qui fut le Commandant en Second du Colonel BROCHER),

## Drapeau
Il porte, cousues en lettres d'or dans ses plis, les inscriptions suivantes:
- Notre-Dame-de-Lorette 1915
- Verdun 1916
- L'Aisne 1918
- Somme-Py 1918

## Décorations
NB : seule l'unité citée, en l'occurrence, la compagnie, a droit au port de ses décorations.
La fourragère aux couleurs du ruban de la Croix de guerre 1914-1918 pour deux ou trois citations à l’ordre de l’armée. La compagnie 21/1 du 11e régiment du génie le 6 juillet 1918. Les compagnies 27/3 et 27/53 du 11e régiment du génie 19 décembre 1918. La Compagnie 21/51 du 11e régiment du génie 21 mars 1919.

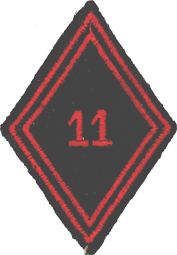
Insigne d’épaule du 11e régiment du Génie

## Devise
Ad Unum (« jusqu'au dernier »)

## Insignes
- Numéro un : créé à Libourne en décembre 1949, ce bataillon reprend les traditions du dépôt de guerre du Génie no 11. Insigne homologué le 25 février 1949. Arche coupée blanche et or ciel bleu clair flots bleus fouine bateau dorés.
- Numéro deux : régiment du Génie saharien, rectangle doré fouine rouge croix du Sud Agadès noire ivoire avec pot en tête doré, en argent.
- Numéro trois : rectangle doré rouge pot en tête cuirasse fouine pont noirs flots bleus.

## Sources et bibliographie
- J.M.O. Journal de Marche et des Opérations - Génie - 21e Bataillon - 1re Compagnie
- 11e régiment du génie, historique des compagnies 21/1 & 21/51, campagne 1914-1918. Partie 1, Belfort, Société générale d'imprimerie, 1923, 94 p., lire en ligne sur Gallica.
- 11e régiment du génie, historique des compagnies 21/1 & 21/51, campagne 1914-1918. Partie 2, Belfort, Société générale d'imprimerie, 1923, 94 p., lire en ligne sur Gallica.
- 11e régiment du génie, historique des compagnies 21/1 & 21/51, campagne 1914-1918. Partie 3, Belfort, Société générale d'imprimerie, 1923, 94 p., lire en ligne sur Gallica.